# 布魯斯·韋恩 (萬惡高譚市)
布魯斯·韋恩（英語：Bruce Wayne）是一名在華納兄弟電視公司/DC漫畫電視劇《萬惡高譚市》中出現的一名虛構角色，改編自由比爾·芬格及鮑勃·凱恩創作的同名DC漫畫角色，為超級英雄蝙蝠俠的真實身份。《萬惡高譚市》描繪布魯斯的青少年時光以及他在之後的數年成為蝙蝠俠的轉變過程。本影集為蝙蝠俠在1960年蝙蝠俠電視劇後第二次被改編成真人電視劇，但《萬惡高譚市》的主角則是詹姆斯·高登。布魯斯由大衛·馬佐茲飾演。
布魯斯·韋恩是湯瑪士與瑪莎·韋恩的遺孤子，因為夫婦兩在影集一開始遭到一名蒙面槍手謀殺。事件後，布魯斯開始質疑高譚市的內部運作，並在盟友們的協助下揭發破壞高譚的腐敗，並追尋他雙親遭到謀害的真相。在這段過程中，他開始訓練，塑造了他在未來成為受罪犯恐懼的義警的宿命。

## 角色發展
在耗費長久努力創作一齣改編自蝙蝠俠起源故事的 電視劇但成功甚少，布魯諾·海勒創作了《萬惡高譚市》，最終被福斯預定。雖然在影集中最後聚焦於詹姆斯·高登，為他成為高譚警局局長的崛起過程寫成編年史，布魯斯·韋恩依舊是名中心角色。大衛·馬佐茲經歷了一段長久的試鏡後終於贏得布魯斯一角，在某天下課後聽到了這個消息。馬佐茲將蝙蝠俠漫畫作為扮演角色的主要靈感來源。
在劇終集，在跳轉至影集10年後的未來時，一名較為年長的演員作為替身演員飾演成年的布魯斯並在動作場面穿著蝙蝠俠戰衣，但馬佐茲為角色提供聲音並在特寫鏡頭中穿上戰衣。
馬佐茲說《萬惡高譚市》將布魯斯的角色性格塑造得比他的年紀更加聰明，而他被此角的成熟性格吸引：
我真的很喜歡他是個成熟的小孩這件事。他真的很堅強而且他真的不像任何你所看過的平凡小孩一樣。作為一名兒童演員，很多在電視劇能夠得到的角色通常是兒子或是朋友。他真的是個突出的角色，而且是個有趣的角色。他是個無法取代的角色。我喜歡他如此堅強、如此成熟而且如此像大人。我覺得我在扮演一個大人。我不覺得我在扮演一個兒童角色。——大衛·馬佐茲談他扮演布魯斯·韋恩時最喜歡的幾個觀點

## 在《萬惡高譚市》中的角色
布魯斯是富有的商業鉅子湯瑪士·韋恩與其妻瑪莎·韋恩的12歲兒子。湯瑪士是被秘密組織貓頭鷹法庭控制的跨國企業韋恩企業 的CEO。在布魯斯的雙親遭到謀殺後，他開始了他尋找殺手並從罪犯手中保護高譚市的任務。 

### 第一季
在影集試播集中，布魯斯目擊了一名搶匪謀殺了他的雙親。在高譚警局抵達時，吉姆·高登在現場安慰布魯斯並答應他會找到殺害他父母的兇手。雖然高登與布洛克找到了可能的兇嫌瑪利歐·派普並用槍將其斃命，他們接著發現黑幫份子費雪·穆妮陷害了他，而真正的兇嫌仍在逃。布魯斯變得沉迷於找到真兇，並訓練自己成為一名私刑者。韋恩家的管家兼布魯斯在雙親死亡後的保護者阿福·潘尼沃斯對布魯斯的行動感到擔憂，但依舊同意訓練他持武器與徒手格鬥，成為了他的導師。
布魯斯隨後結識了街頭孤兒瑟琳娜·凱爾與艾薇·派普；布魯斯有所不知的是，瑟琳娜目擊了他雙親的謀殺案，而艾薇則是被陷害的瑪利歐·派普的女兒。布魯斯與瑟琳娜在瑟琳娜暫時居住於韋恩莊園作為庇護所時變得親近。布魯斯變得對父親的公司的運作方式以及公司內的某人想要他的雙親死亡感到懷疑，在瑟琳娜的幫助下，他滲透進入韋恩企業並掌握了重要資訊。雖然他試圖監視的行政主管逮到了他，布魯斯在之後遇見了盧修斯·福克斯。福克斯出手幫助了他，揭曉湯瑪士並不容許公司背後的腐敗。阿福與布魯斯隨後找到韋恩莊園地下，屬於他父親的秘密洞穴。

### 第二季
布魯斯在韋恩莊園挖掘更深，並發現一方來自父親的信，要其選擇「幸福或真實」。他也發現了一台具有韋恩企業重要資訊的電腦，但阿福因為擔心布魯斯的人身安全而試圖阻止他繼續深入調查，而布魯斯拒絕退縮並開除阿福，但後來因為情勢需要兩人通力合作使得他留下並重新僱用阿福。布魯斯、瑟琳娜與阿福之後參加了遭到以傑洛姆·瓦勒斯卡及芭芭拉·基恩為首的的罪犯滲透的慈善舞會。當阿福的性命遭受威脅時，布魯斯為了他回去舞會並差點自殺，但在一名富有的實業家西奧·蓋勒文干預並殺了傑洛姆後保住性命。蓋勒文其實是罪犯們的領袖，操縱整起事件讓自己看起來像個英雄，但秘密計畫著毀滅韋恩家族。蓋勒文佯裝成父親一般的角色以騙取布魯斯的信任，而布魯斯則是與蓋勒文的姪女希薇·聖克勞變得親近。蓋勒文最終露出真面目並綁架布魯斯與希薇，在瑟琳娜與蓋勒文的妹妹塔比莎的幫助下，布魯斯成功逃脫並救了希薇一命，留下西奧被高登及黑幫老大奧斯華·科波特對峙並殺死。
第二季後半布魯斯繼續追查他父母親的殺手。阿福最後與布魯斯對峙並確定了殺手的名字是派屈克·「火柴」·馬龍。在從瑟琳娜手中獲得一把槍並找到火柴的所在後，布魯斯在火柴的公寓中與其對峙，卻發現火柴只是被他拒絕提供姓名的某人僱用殺人。欲自殺的火柴懇求布魯斯結束他的苦難，但布魯斯拒絕，在他離開後火柴引彈自盡。布魯斯之後決定與瑟琳娜露宿街頭以學習在高譚打擊犯罪得付出的代價。在盧修斯修復父親的電腦後他決定回家。不久後，布魯斯、福克斯與阿福發現湯瑪士·韋恩的前同事雨果·史特蘭奇是下單殺害韋恩夫婦的雇主。史特蘭奇持續的在韋恩企業的印第安山計劃中進行突變實驗，當湯瑪士關閉實驗後，史特蘭奇為了報復便下單讓他被殺。當高譚警局因證據不足而拒絕起訴史特蘭奇時，布魯斯與瑟琳娜自行前往印第安山員工史特蘭奇對質，史特蘭奇則是釋出許多突變的怪物進入城市並捕獲了布魯斯、盧修斯及阿福。高譚警局在史特蘭奇威脅要炸毀實驗設施時進行干預，逮捕了史特蘭奇並放出被綁架的人們。史特蘭奇的怪物們則是在街頭上繼續肆虐，然而，其中一人是一名長得與布魯斯非常相像的男孩。

### 第三季
在進一步的調查後，布魯斯遭遇了貓頭鷹法庭，其為在韋恩企業背後操作的秘密組織。法庭的領袖凱薩琳·門羅向布魯斯提出交易：若他停止調查她們，她們會饒他跟他深愛的人們一命，而布魯斯則是不情願地接受。布魯斯最終與他的複製人戰鬥，與復活的傑洛姆相搏並與瑟琳娜開始戀愛關係，但被一名神秘的薩滿綁架並訓練，接著在過程中見到了忍者大師。在本季的結尾，戴著面具的布魯斯從一名搶匪的手中拯救了一個家庭。

### 第四季
在他訓練自己打擊犯罪時，布魯斯開始調查忍者大師，發現這名神秘的恐怖分子企圖取得一把千禧年老的匕首。布魯斯在拍賣會買下匕首以將忍者大師排除在外，但忍者大師則是殺死布魯斯的年輕朋友亞歷克斯作為報復。布魯斯變得對為亞歷克斯復仇著迷，並與忍者大師對峙。令布魯斯驚訝的是，忍者大師希望布魯斯終結自己的苦難，布魯斯拒絕後，忍者大師威脅了他愛的人們，使布魯斯失去控制以匕首殺死忍者大師。布魯斯因冷血殺害忍者大師而深信罪惡感中，陷入嚴重憂鬱，他為了麻木痛苦而不斷的派對狂歡，開除阿福並放棄他保護高譚的計劃。在艾薇對他下了會令人產生幻覺的植物毒素後，布魯斯看到了一個令人畏懼的神秘身影——暗示這是在未來作為蝙蝠俠的布魯斯自己——告訴他他無法逃離真正的自己。當晚，他與阿福重歸於好並防止艾薇在慈善拍賣會上殺死一整群高譚的社會菁英。
同時，他與傑洛姆·瓦勒斯卡的雙胞胎兄弟傑瑞麥交好，但沒發現他與他的兄弟一樣瘋狂且企圖毀滅高譚。他同樣也不知道忍者大師死而復生，並與傑瑞麥合謀。當忍者大師與傑瑞麥揭曉了他們的計劃，他們告訴布魯斯他們毀滅高譚是為了布魯斯好，要讓他成為他命中注定成為的「黑暗騎士」。兩名犯罪首腦綁架了阿福並對布魯斯下了強納森·克萊恩的恐懼毒素，讓他看到了阿福發瘋並攻擊他的幻覺。在毒氣的效力過了之後，他與阿福和瑟琳娜回到韋恩莊園，而傑瑞麥突然出現並對瑟琳娜的胃開了一槍，讓她的脊椎受損。在將瑟琳娜送醫後，他親自面對炸毀了所有聯外橋樑，將高譚變成無人地帶的忍者大師與傑瑞麥。在激烈的打鬥中，忍者大師一時的門徒與戀人芭芭拉·基恩將匕首放入布魯斯的手中，逼他刺向忍者大師使他其受到致命傷。在忍者大師死時，他告訴布魯斯他必須在只當布魯斯·韋恩或是成為「黑暗騎士」中做出選擇。在高譚被疏散後，布魯斯決定留下協助高登對抗掌控了城市的罪犯們。

### 第五季
數個月後，布魯斯協助高登為奈何島的人們找到食物、庇護所以及醫藥。他也利用艾薇不情願地提供的藥草治療瑟琳娜使其能夠重新走路。當瑟琳娜向傑瑞麥尋仇時，他試圖阻止他，但卻無法防止她刺殺並似乎徹底殺害傑瑞麥(之後揭曉傑瑞麥倖存了下來) 。之後瑟琳娜滿是眼淚地承認她看著布魯斯的爸媽死去而她什麼也沒做，並拒絕了他的安撫。
在此同時，變得對布魯斯著迷的傑瑞麥綁架了他並試圖說服布魯斯他那重演韋恩夫婦謀殺案當晚的計畫。當布魯斯拒絕並看穿傑瑞麥的伎倆後，傑瑞麥炸毀了韋恩莊園，並逃往艾斯化工廠。在與布魯斯激烈的打鬥中，傑瑞麥不慎掉入了一池化學廢料中。
不久後，艾薇使用她的植物毒素催眠了布魯斯並讓他對高譚的供水系統下毒。瑟琳娜企圖阻止他，之後兩人在盧修斯·福克斯的幫助下擊敗了艾薇。後來，布魯斯與瑟琳娜參加了高登與萊絲莉·湯普金斯的婚禮，並共享了一個熱情的吻。
監視高譚重建的政府官員泰瑞莎·沃克揭露了她是忍者大師之女妮莎·奧·古的身份，並決意為父親復仇而意圖殺死布魯斯。在瑟琳娜與高登的協助下，布魯斯擊敗了妮莎，但代價卻是妮莎的打手班恩重創了阿福。布魯斯責怪自己，並為了不要讓任何他所愛的人受傷害而離開高譚。在他離開前，他告訴阿福他會離去很久，但一旦他能夠保護高譚時他就會回來。布魯斯決定開始他的訓練以對惡勢力開戰。
十年後，布魯斯回到高譚，而高登則是當上了高譚警局的局長。在此同時，一名神秘的暗夜私刑者「蝙蝠俠」開始逮捕高譚的通緝犯們，其中包含奧斯華·科波特、愛德華·尼格瑪以及回歸作亂的傑瑞麥·瓦勒斯卡。接著，蝙蝠俠的真實身份揭曉為布魯斯，與成為女飛賊「貓女」的瑟琳娜發生遭遇，布魯斯處在黑暗中與她靜靜地交流彼此的情緒。之後他安靜地站在屋頂上觀察，而高登與哈維·布洛克則是藉由帶有蝙蝠標誌的警局探照燈來召喚他。

## 另見
- 萬惡高譚市角色列表
- 其他媒體中的蝙蝠俠
- 蝙蝠俠